# 漕运
漕运，指中国历史上利用内陆河流和海路为朝廷和军区运送粮食的航运系统，包括开发运河、造船、港口建设、征收官粮及军粮、提供沿途的食宿休闲服务等后勤物流和基础设施环节。

## 春秋戰國
- 春秋前期公元前647年，晋国发生饥荒，秦穆公下令从秦国都城雍（今陕西凤翔）用庞大船队通过渭河、黄河、汾河运送几千石粮食到晋国都城绛（今山西翼城东南），是为泛舟之役。
- 公元前486年，吴王夫差开发邗沟，沟通长江和淮河：从扬州引入长江水经过樊梁湖、博芝湖、射阳湖到淮安入淮河，从水路调兵运粮。三年后，吴王夫差扩展邗沟，开荷水运河，接通泗水。

## 秦漢
- 秦始皇三十三年（前214年），秦始皇攻匈奴時，为了统一岭南，令監祿（史祿）开凿灵渠（興安縣），接通漓江、湘江，方便军粮漕运。與陝西的鄭國渠、四川的都江堰並稱為秦代三大水利工程。
- 楚漢相爭時期，蕭何將關中糧食轉漕前線以供軍食，對漢軍的後勤起了保障作用。
- 武帝元光六年（前129年），沿秦嶺北麓開鑿人工運河漕渠，與渭河平行，使潼關到長安的水路運輸的時間大量縮短。

## 隋唐
- 隋朝开发廣通渠、通濟渠、山陽瀆、永濟渠，将海河、黄河、淮河、长江和钱塘江五大水系连接成为庞大的运河水运网。隋朝开发的大运河，经过元、明、清各朝的扩建，成为历代漕运的运输网。
- 唐朝宝历二年（826年），漕渠浅，运输不及期，盐铁使王播从七里港引渠东注官河，以便漕运。

## 宋朝
- 宋朝都城大梁有四河通漕运：汴河、黄河、惠民河、广济河。宋太宗太平兴国初年（976年），通过汴河运入汴京的漕粮达550万石，到宋仁宗天圣初年（1023年）运入汴京的漕粮达800万石。

## 元朝
- 元朝设京畿都漕运司、江淮都漕运司，秩正三品；江淮漕运司运漕粮至中滦，京畿漕运司再从中滦运漕粮至大都。造漕运船三千艘。元朝的漕运以海运为主，运河只占辅助地位。

## 明朝

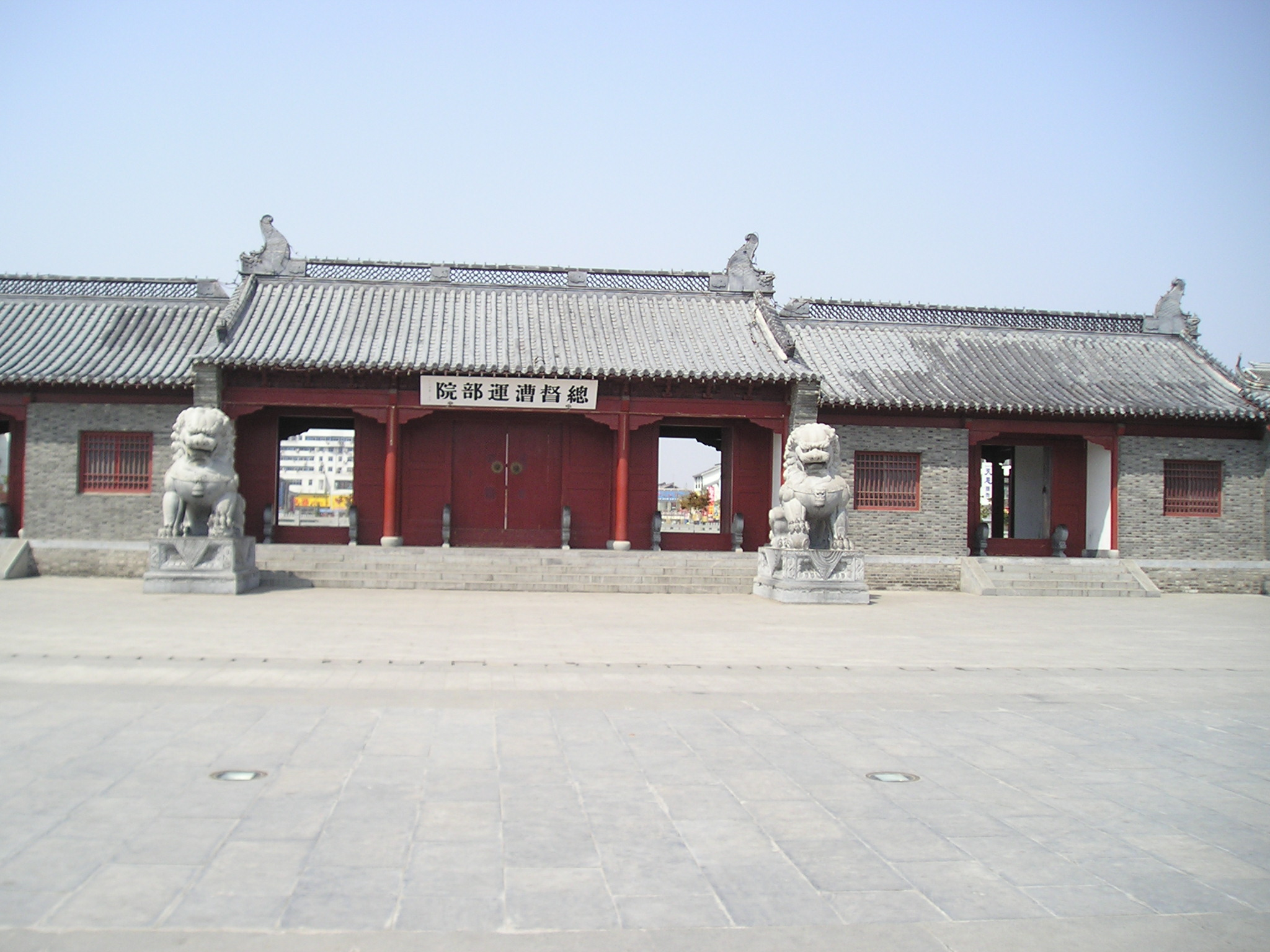
漕运总督衙门旧址

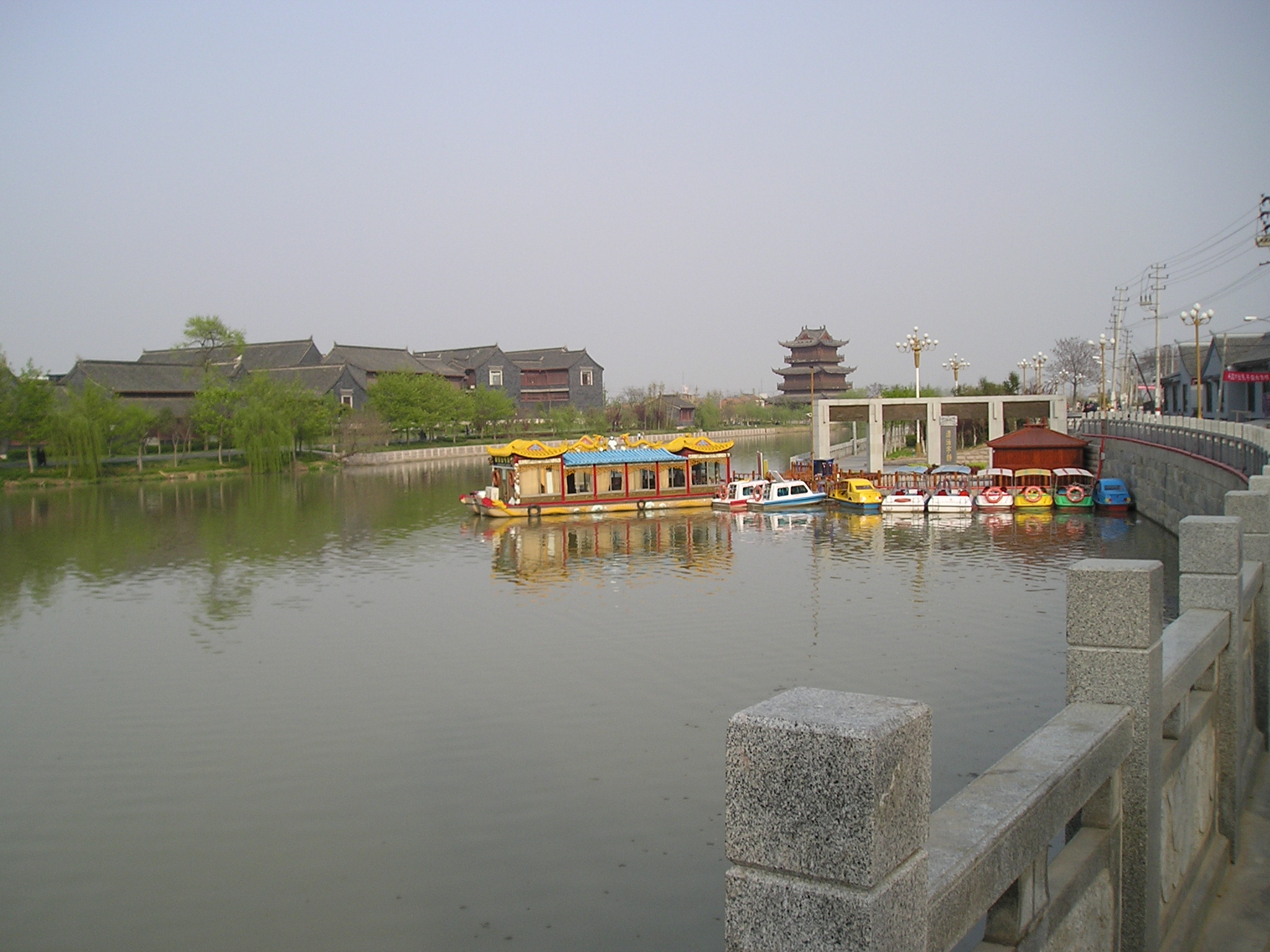
昔日南船北马的交通枢纽清江浦

明代太祖时，设京畿都漕运司，设漕运使。洪武元年设漕运使，正四品；又在淮安府城中心设立漕运总督署，负责漕运事务，明代每年漕粮运量保持在400万石上下。又在安庆、苏州、杭州、九江、樟树镇和饶州（鄱阳）设立造船厂，但位于淮安府城西北15千米的清江浦的漕船厂规模最为庞大，东西绵延长达23华里，属于工部分司管理。
在明代，规定全国农民缴纳的漕粮赋税总额是2950万石，其中1200万石由地方政府支配，800万石供应西北边防部队，120万石供应南京，820万石供应北京。
自1415年起，明朝规定漕运全部经由内河，停止海运。此后直到19世纪才有所改变。因此，在明、清两代，大运河的运输量远远超过元代。直到近代海运和现代陆路交通兴起以前，京杭大运河的货物运输量一般占到全国的3/4。 明、清两代，大运河沿线也集中了全国大部分的商业中心城市，在长江以北的半个中国，所有的繁华几乎都集中在运河沿线:扬州，淮安-清江浦，济宁和临清。
在明朝，漕运先后采取过支运、兑运和长运3种形式。
支运是纳税人自行将税粮运到指定的仓库：支運規定蘇、松、常、鎮、杭、嘉、湖諸地糧，撥運淮安倉；揚州、鳳陽、淮安撥運濟寧倉；以三千艘支淮安糧運到濟寧，以二千艘支濟寧糧運赴通州；自淮至徐以浙、直軍，自徐至德以京衛軍，自德至通以山東、河南軍，以次遞運；歲四次，可運三百萬餘石。
长运，又稱改兌，是由军队承担运粮任务：令裏河官軍運赴江南水次交兌，而官軍長運，遂為永制。
兑运则是一种过渡形式：民間但運至淮安、瓜州，兌與衛所官軍，運載至京，給與運費及耗米。
明人丘濬估計，“河漕視陸運之費省什三四，海運視陸運之費省什七八”（《大學衍義補》）。

### 明朝各省规定的漕粮份额
- 浙江：630000石
- 江西：570000石
- 河南：380000石
- 山东：375000石
- 湖广：250000石
- 南直隶：1794400石
  - 苏州府：697000石
  - 松江府：232950石
  - 常州府：175000石
  - 应天府：128000石
  - 淮安府：104000石
  - 镇江府：102000石
  - 扬州府：97000石
  - 安庆府：60000石
  - 凤阳府：60000石
  - 徐州直隶州：48000石
  - 宁国府：30000石
  - 池州府：25000石
  - 太平府：17000石
  - 庐州府：10000石
  - 广德州：8000石

## 清朝
清朝基本沿用了明朝制度，但弊病很多，漕運問題令清朝政府十分頭痛。道光五年（1825年）於上海設海運總局，天津設收兌局，以琦善等總辦首次海運。天津在清代后来居上，超过临清，曾以「小扬州」自豪。鸦片战争前，清初漕粮收入每年约为四百万石。
晚清时期发生了一系列与漕运有关的事件，最终导致漕运的衰落：
- 1842年，英军在鸦片战争后期，不惜付出重大代价，攻占京杭大运河与长江交汇处的镇江，封锁漕运，使道光皇帝迅速作出求和的决定，不久签订了中英南京条约，成为整个战争中决定性的一战。
- 1853年后，太平天国占据南京和安徽沿江一带十多年，运河漕运被迫中断。战争极其惨烈，期间运河沿线的主要城市，包括扬州、清江浦、临清、苏州和杭州都遭受重创，部分甚至全部焚毁。
- 1855年黄河改道后，运河山东段逐渐淤废。从此漕运主要改经海路。
- 1872年，轮船招商局在上海成立，正式用轮船承运漕粮。
- 1901年，停止运河漕运。
- 1904年，撤废漕运总督。
- 1911年，津浦铁路全线通车。从此京杭大运河以及沿线城市的地位一落千丈。

## 延伸阅读
[在维基数据编辑]
 《欽定古今圖書集成·經濟彙編·食貨典·漕運部》，出自陈梦雷《古今圖書集成》